# تام مک‌گراث (پویانما)
 تام مک‌گراث (انگلیسی: Tom McGrath؛ زاده ۷ اوت ۱۹۶۴) کارگردان، پویانما و صداپیشه اهل ایالات متحده آمریکا است. وی از سال ۱۹۸۸ میلادی تاکنون مشغول فعالیت بوده‌است. از فیلم‌هایی که وی در آن نقش داشته است می‌توان به ماداگاسکار: فرار به آفریقا اشاره کرد.